# Famille d'Hespel
La famille d'Hespel ou Hespel, est une famille de la Flandre wallonne. 
Connue depuis le XVe siècle à Lille, sa ville d'ancrage, elle a poursuivi une longue ascension sociale jusqu'au XXIe siècle. Comptant plusieurs « gentilshommes flamands et de hauts magistrats lillois », ayant connu plusieurs déclinaisons, Hespel d'Harponville, Hespel de Flencques, Hespel de Givenchy, Hespel de Guermanez, du nom des anciens fiefs détenus, plusieurs membres ont été des élus de la République tout en faisant partie des familles subsistantes de la noblesse française.

## Armes
Les armes les plus anciennes sont définies en 1663 dans une lettre du roi d'Espagne : « Un écu escartelé au premier et quatriesme d'or à trois lhoirs ou lis renversés componez de gueulle et d'azur tiglées de sinople, au duxiesme et troisiesme d'argent au chevron d'azur chargé d'un autre d'or, bourlé d'or et de gueulles aux hachements de mesme ».
En 1818, le roi Louis XVIII les officialise sous la forme suivante : « Écartelé; au Premier et Quatrième d'or à trois Lys renversés de gueules et de sinople; au Deuxième et Troisième d'argent chargé d'un chevron d'azur surchargé d'un chevron d'or, l'écu timbré d'une couronne de Comte ».
Depuis, elles sont restées quasiment inchangées: « Écartelé : aux I et IV d'or, à trois ancolies (lys) renversés de gueules et de sinople, aux II et III d'argent au chevron d'azur rempli d'or »,.
Variante : « Écartelé aux 1 et 4 d'or à trois ancolies fascées d'azur et de gueules; aux 2 et 3 d'argent au chevron d'or bordé d'azur ».
Le Musée d'Orsay détient dans ses collections un blason aux armes de la famille d'Hespel, œuvre d'Émile Gallé.

## Histoire
L'histoire de la  famille Hespel ou d'Hespel débute à la fin du XVe siècle : le plus ancien Hespel connu est un homme d'armes au service du duc de Bourgogne Charles le Téméraire. Il meurt avec le duc devant Nancy en 1477.
Ses descendants s'implantent à Lille où ils acquièrent dès le XVIe siècle le statut de bourgeois de la ville et complètent leur statut de notables en achetant des fiefs leur octroyant le titre de seigneur. Ils occupent dès 1528 plusieurs fonctions au sein du Magistrat de Lille (ancêtre de la municipalité). On les retrouve échevin, bailli, président des différents groupements (hospices, œuvres de charité, de bienfaisance, etc., ) liés au bon fonctionnement de la ville, conseiller juridique, rewart (chargé de la police ou régent), mayeur (bourgmestre ou ancêtre du maire),... Des Hespel figurent 49 fois dans le Magistrat de Lille.
En 1571 et 1572, la famille bénéficie de deux certificats, établis par Jean de Villers, dit Bourgogne, au service du roi d'Espagne, attestant l'appartenance à la noblesse ancienne et militaire, en raison notamment des exploits de Walerand le premier d'entre eux ayant laissé une trace, et validant ses armes. Des lettres patentes du roi d'Espagne Philippe IV, datées de 1663, confirment l'appartenance à la noblesse et les armes de la famille.
Deux Hespel sont chevaliers de l'ordre de Malte (Ordre de Saint-Jean de Jérusalem), un est chevalier de l'Ordre royal de Notre-Dame du Mont-Carmel et de Saint-Lazare de Jérusalem, un chevalier de l'Ordre d'Alcantara.
Au XVIIe siècle, un descendant fait carrière à la Chambre des comptes de Lille. Cet emploi vaut au titulaire de recevoir confirmation de l'ancienne noblesse familiale. Les Hespel sont admis aux États d'Artois en 1789.
Quelques membres sont proches de la religion catholique et deviennent religieuse, membre d'un Ordre hospitalier, chanoine, chanoinesse, carme déchaussé,...
Au XVIIIe siècle, avant la Révolution française, on les retrouve seigneurs sur plusieurs villages et villes situés à plus ou moins grande proximité de Lille : Sainghin-en-Weppes, Fournes-en Weppes, Wavrin, Pernes, Frémicourt, Salomé, Houplines, Emmerin, Harponville, ...Ils y fondent différentes branches de la famille : Hespel d'Harponville, Hespel de Flencques, Hespel de Givench00y, Hespel de Guermanez.
Ils sont de grands propriétaires terriens dont les biens s'étendent sur les environs : Pévèle, Mélantois, Weppes, Artois, et en Belgique autour de Courtrai. La famille détient des maisons sur Lille, fait construire ou habite des châteaux dans la région lilloise. Au XVIIIe siècle, les Hespel font partie de l'aristocratie lilloise regroupant les familles les plus riches.
Quelques-uns effectuent une carrière militaire aux XVIIIe et XIXe siècles. Une des branches, celle d'Hespel d'Harponville, se distingue en réalisant cette carrière au service de l'Espagne.
Dix Hespel participent en 1789 aux réunions préparatoires aux États généraux de 1789, pour élire les représentants de la noblesse au titre de la gouvernance de Lille, l'un d'entre eux est également convoqué à l'assemblée des trois ordres pour les États d'Artois,. Un Hespel est désigné député suppléant pour la noblesse de la gouvernance de Lille aux États généraux mais ne va pas siéger.
Au moment de la Révolution française, on retrouve plusieurs Hespel dans l'armée des émigrés sous les ordres de Louis V Joseph de Bourbon-Condé
Différentes branches de la famille bénéficient du titre de comte attribué après la Révolution française, alors que celle-ci avait aboli les titres de noblesse. Un Hespel a été fait comte héréditaire par lettres patentes le 4 août 1818, titre qu'ont donc pu porter ses descendants.
Aux XIXe et XXe siècles, des Hespel font partie des notables régionaux :  ils sont maires ou conseillers municipaux dans plusieurs communes où ils détenaient souvent un ou des fiefs avant 1789, ou dans des municipalités proches : Bondues, Fournes-en-Weppes, Haubourdin, Wavrin, Prémesques, mais aussi Jemappes en Algérie française (Azzaba). Certains sont conseillers généraux, député, sénateur. Des conjoints de leurs filles accèdent également à des responsabilités communales ou départementales : maires de Royon, Quiestède, Cambron, conseiller d'arrondissement, conseiller général. L'un d'entre eux est bourgmestre et sénateur en Belgique.
Plusieurs d'Hespel sont décorés de l'Ordre national de la Légion d'honneur, de même que quelques-uns de leurs gendres. Ils ont participé aux deux Guerres mondiales où plusieurs d'entre eux s'illustrent.
Plusieurs communes, parmi celles citées, ont tenu à honorer leur mémoire par la création de rues, édifices, salles à leur nom.
Les archives de la famille abritées dans le château de Fournes-en-Weppes, ont disparu lorsque le château a brûlé pendant la Première Guerre mondiale.
Au fil du temps, les d'Hespel ont noué alliance avec de grandes familles de la noblesse française ou belge : Maison de Clermont-Tonnerre, Famille de Hauteclocque, Famille de Lencquesaing, Maison de Melun, Maison de Broglie, Famille de Bertier de Sauvigny, Maison de Ranst-Berchem, Famille de Kerchove, Famille de Pechpeyrou-Comminges de Guitaut, Famille Soult, Famille de La Bourdonnaye, entre autres,.
De nos jours, ils font partie des familles subsistantes de la noblesse française.
Nombre de descendants contemporains vivent en Belgique.
Les archives des différents domaines ou châteaux possédés ou habités ont conservé de nombreuses photographies des comtes d'Hespel et de leur famille,.

## Personnalités

### Branche aînée d'Hocron
La branche d'Hocron s'éteint au XIXe siècle.
- Walerand Hespel (   -1477), premier Hespel ayant laissé une trace, est un homme d'armes du duc de Bourgogne Charles le Téméraire. Il le suit dans ses expéditions militaires dont la bataille de Montlhéry en 1465. Il meurt en 1477 avec le duc devant Nancy[8]. Il aurait eu pour armes :  « D'or, à trois ancolies d'azur tigées de sinople »[16]. Ses fils Clément et Robert sont également dits hommes d'armes[2].
- Clément Hespel Ier (   -1512), fils de Walerand, nait à Wattrelos, près de Lille. Il devient le premier bourgeois de Lille de la lignée, par achat en 1495. Il est associé en la compagnie des rois de l'Épinette (Fête de l'Épinette) à Lille[17] et meurt en 1512. Il prend pour femme Pasque le Bourgeois, dite d'Houplines, dame (équivalent de seigneur pour les femmes) de la Brasserie, fief situé sur Wazemmes. Elle décède vers 1531[16].
- Baudouin Hespel (   -1558), fils de Clément Ier est seigneur de la Brasserie sur Wazemmes. Bourgeois de Lille, homme d'armes de l'empereur Charles Quint, lieutenant du seigneur de Courrières gouverneur du bailliage de Lille, Douai, Orchies[17] présent au camp de Péronne et au siège de Thérouanne en 1553, il décède en 1558 sans descendant. Il est déclaré noble rétrospectivement le 18 mars 1572[16],[18].
- Robert Hespel (   -1563), fils de Clément Ier, frère de Baudouin, grand bailli d'Estaires, gentilhomme de l'artillerie, suit Charles Quint dans plusieurs voyages y inclus jusqu'en Espagne. Il meurt d'un coup d'artillerie au siège de Thérouanne en 1553, est inhumé à Estaires. Il est déclaré noble rétrospectivement le 18 mars 1572[18].
- Jean Hespel II, fils de Jean Ier et de Marie Baillet, est seigneur de la Brasserie, licencié en droit, bourgeois de Lille, lieutenant général de la principauté d'Epinoy en 1590. Il prend pour femme Catherine Cuvillon[19]. Le 11 décembre 1571, Jean II est déclaré noble du fait de sa descendance directe de Walerand. Il peut donc porter le titre d'écuyer. Le titre lui est confirmé le 18 mars 1572 à Lille[18]. Le 4 février 1590, Jean et sa mère sont exemptés de taille, impôt, subsides et gabelle du fait de leur appartenance à la noblesse[16],[20].
- François Hespel II (1607- 1672), est un membre important dans l'ascension sociale de la famille Hespel . Fils de François Hespel Ier et de Catherine Miroul, né à Lille en 1607, bourgeois de Lille , receveur pendant douze ans puis greffier pendant onze ans des États de Lille, il est seigneur du Grand Hocron, sur Sainghin-en-Weppes vers 1630. Il fait carrière à la Chambre des comptes de Lille. Nommé auditeur ordinaire supernuméraire le 25 août 1653, il passe maître extraordinaire puis auditeur extraordinaire le 19 juin 1656. François II prête en 1654 soixante-mille florins pour financer le secours d'Arras puis encore vingt-mille florins pendant le siège de Valenciennes  à Juan José d'Autriche, gouverneur des Pays-Bas espagnols[17]. Il est confirmé en tant que noble le 6 juillet 1663 par le roi d'Espagne Philippe IV, du fait de ses fonctions à la Chambre des comptes. Il meurt en 1672. Il épouse, après contrat souscrit le 28 juillet 1627[20], Marguerite Poulle, née en 1604, fille de Jean Poulle, seigneur de Camp Marchand à Houplines, du Vas, bourgeois de Lille et de Marie de Fourmestraux[21],[22]. La succession de François Hespel II a été partagée entre sa veuve, son fils Anselme et ses petits-enfants nés de son fils François-Séraphin Ier par actes du 26 août 1690 et du 27 septembre 1691[20].
- Ferdinand Hespel Ier (1636-1683), fils de François II, né à Lille en 1636, est nommé auditeur extraordinaire en la Chambre des comptes de Lille, à 20 ans, avec dispense d'âge le 30 juin 1656, en récompense de la somme d'argent fournie par son père à Juan José d'Autriche. Il prête serment et paye les finances nécessaires, mais se voit refuser l'admission. La Chambre des comptes fait ses remontrances à Juan José d'Autriche le 4 août 1656 le priant de considérer comme nulle une nomination requise par argent. Juan José n'en tient pas compte et rend une ordonnance le 21 décembre 1657 qui fait rentrer Ferdinand Hespel à la Chambre des comptes de Lille. Il y reste peu de temps. Il est nommé maître en la Chambre des comptes de Bruxelles le 29 janvier 1675. Il meurt en cette ville en 1683[23].
- François-Séraphin Hespel II (1653-1718), fils de François-Séraphin Hespel Ier et de Marie-Hippolyte Vandenberghe, écuyer, est seigneur de La Vallée (fief sur Wavrin). Né à Lille en 1653, bourgeois de Lille, puis rewart (chargé de la police ou régent) de Lille, il joue un rôle important pour la défense de la ville lors du siège de Lille de 1708[24]. Il meurt à Lille en 1718, à l'âge de 65 ans. Il prend pour femme à Lille, après contrat du 18 octobre 1686[20], Marie-Élisabeth Vanlaer, fille d'Étienne et d'Anne Jacops[23]. L'épouse meurt en 1727[20]. Le couple a 17 enfants.
- Marguerite-Hippolyte Hespel, fille de François-Séraphin Hespel Ier, nait à Lille en 1654 et meurt aux Ursulines à Mons[20].
- Pierre-Clément Hespel (1660-1723), est seigneur d'Hocron et Lestocquoy (sur Fournes-en-Weppes). Fils de François-Séraphin-Hespel Ier, il nait à Lille en 1660. Bourgeois de Lille, receveur de la Présentation Notre-Dame de 1693 à 1736, et ministre général de la bourse des pauvres à Lille, il décède en 1743 en mars ou en janvier[25], à l'âge de 83 ans, enterré au chœur de l'église Sainte-Marie-Madeleine de Lille. Il obtient des lettres de terrier données à Douai le 9 septembre 1724 pour ses terres d'Hocron et Lestocquoy, dont relevaient plusieurs fiefs. Le peintre Nicolas de Largillierre aurait réalisé son portrait qui figurait dans le salon du château d'Haubourdin en 1772[26]. Il épouse à Lille après contrat du 23 mai 1685[25], Marguerite-Henriette Fruict, fille de Gilles, seigneur de Frémicourt et de Catherine Jacops. L'épouse nait à Lille en 1662 et meurt en 1736 à Lille, à 74 ans; elle est enterrée aux religieuses capucines de Lille[23].
- Anselme Hespel II (1662-1742), fils de François-Séraphin Hespel Ier, nait à Lille en 1662, devient carme déchaussé, et meurt à Namur en 1745, à 80 ans[23]. Il ne fait sans doute qu'un avec Anselme d'Hespel, dit né en 1662 et mort en 1742, entré dans l'Ordre du carmel sous le nom de Séraphin de la Résurrection et dit mort au désert de Marlagne en odeur de sainteté[9].
- Gilles-Joseph Hespel (1686-1743), fils de Pierre-Clément, écuyer, est seigneur de Lestoquoy après son père. Il nait à Lille en 1686. Bourgeois de Lille, échevin de Lille, puis 4 fois rewart (chargé de la police), et 7 fois mayeur (maire), il meurt en 1743, est enterré dans l'église de La Madeleine. Il prend pour femme à Lille Marie-Thérèse Imbert, fille de Jacques, écuyer, seigneur d'Hem, et de Marie-Joseph Taviel, née en 1688, décédée en 1736, sans postérité[23].
- Pierre-François-Séraphin Hespel (1687-1768), fils de Pierre-Clément, est seigneur d'Hocron, de Frémicourt. Il nait à Lille en 1687. Bourgeois de Lille, administrateur de l'hôpital Notre-Dame des sept douleurs[27] en 1729 et de la Noble famille[28] (institution recueillant les jeunes filles nobles démunies) en 1730, député aux États de Lille la même année, il décède en 1768, à 80 ans, est inhumé dans le chœur de l'église de La Madeleine à Lille. Il épouse à Lille Isbergue-Albertine Rouvroy (1693-1720), fille de Jacques, seigneur de Fournes-en-Weppes, de Coisnes (sur Salomé), bourgeois de Lille, receveur de l'hôpital de la présentation Notre-Dame (Hospice Comtesse), trésorier de France au bureau de la généralité de Lille, et de Marie-Madeleine Aronio. Elle nait à Lille en 1693 et meurt en 1720, inhumée dans l'église Saint-Maurice de Lille[23].

- Ferdinand Hespel II (1688-1746), fils de François-Séraphin II, nait à Lille en 1688. Des lettres signées le 25 novembre 1716 du marquis de Dangeau, grand-maître en l'abbaye de Saint-Germain des Prés à Paris, l'accueillent chevalier dans l'Ordre royal de Notre-Dame du Mont-Carmel et de Saint-Lazare de Jérusalem. Il meurt à Paris en 1746.
- Marc-Pierre-Albert Hespel (1704-1743), fils de François-Séraphin Hespel II, écuyer, est seigneur de Pernes. Né à Lille en 1704, bourgeois de Lille, capitaine d'infanterie au régiment de La Vallière, ensuite au régiment de Guise, chevalier de Saint-Louis, il meurt à Lille en 1743. Il prend pour femme à Douai Marie-Marguerite-Charlotte (ou Caroline) Hattu, fille de Maximilien, seigneur de Véhu, et de Marie-Marguerite-Charlotte de la Haye. L'épouse, née à Tournai en 1701, veuve de Pierre-Joseph de Buissy, président au Parlement de Flandres à Douai, meurt à Lille en 1779 à 77 ans[23].
- Clément-Séraphin-Marie Hespel (1716-1784), écuyer, fils de Pierre-François-Séraphin, est seigneur d'Hocron, de Coisnes. Il nait à Lille en 1716, accède à la bourgeoisie de Lille, devient député aux États de Lille en 1763. Il meurt à Lille en 1784 ou en 1788[29], est inhumé à Salomé. Il fait dresser dans le cimetière de cette commune une chapelle avec une inscription glorifiant son ascendance[8]. Il fait construire le château de Coisnes au milieu du XVIIIe siècle[30]. Il épouse à Lille le 26 juillet 1745, après contrat du même jour[29], Henriette-Françoise de (Fourmestraux) de Wazières (1723-1781), dame d'Hollebecque  de Rosimbois. Elle est la fille de François-Eugène- Dominique, écuyer, bourgeois de Lille, seigneur de Roncq, de Sainte-Marie-Kerque, député aux États de Lille de 1728,et de Madeleine Françoise Cuvillon. Elle nait à Lille en 1723 et meurt en 1781[23].
- Caroline-Albertine-Adélaïde Hespel (1738-   ), fille de Marc-Pierre-Albert, nait à Lille en 1738. Elle épouse à Lille Michel-Jean-Louis-Joseph de Bancalis de Pruynes (Famille de Bancalis de Maurel d'Aragon) (1731-1807), baron de Lormet, fils de Louis, baron de Lormet, et de Marie-Antoinette De Forveille. Baptisé en 1731 à Albi, l'époux devient page de la duchesse douairière d'Orléans, puis lieutenant-colonel du régiment de mestre de camp cavalerie, chevalier de Saint-Louis, et meurt sans enfants en 1807, à 76 ans[23].
- Clément-Henri-François Hespel (1748-1815), fils de Clément-Séraphin-Marie, écuyer, est seigneur de Coisnes, Hocron, Frémicourt, Hollebecque (sur Marquette-lez-Lille), etc. Né à Lille en 1748, bourgeois de Lille, il sert trois ans comme volontaire au régiment de Royal étranger cavalerie, est sous-lieutenant sans appointements en 1771, rayé en 1784, car n'ayant pas rejoint depuis 1779[1]. Il participe le 24 mars 1789 à l'assemblée générale des trois ordres du ressort de la gouvernance de Lille en vue des États généraux de 1789, en tant que seigneur de Coisnes et que seigneur d'Hocron[31]. Il est député suppléant de l'ordre de la noblesse pour la gouvernance de Lille en 1789[32]. Très chrétien, royaliste, en 1791, après le retour de Louis XVI de Varennes (Fuite de Varennes), il s'offre avec ses deux fils de 13 et 12 ans comme otages pour le roi (plusieurs royalistes ont agi de la sorte). Il quitte Lille et émigre à Tournai avec ses deux fils le 1er octobre 1791. Ses biens sont saisis. Parmi eux, on retrouve des tapisseries de haute lice, au moins 33 tableaux et 24 estampes au château de Coisnes à Salomé, ainsi que 27 tableaux dans une maison rue des Jardins à Lille, une bibliothèque non inventoriée[33]. Après la victoire française lors de la bataille de Jemappes, il quitte un temps Tournai en novembre 1792 avant d'y revenir, et d'y être délivré par les Autrichiens en fin mars 1793. En 1794, il est retrouvé à Dusseldorf dans un état proche de la misère[1]. Puis il séjourne à Ham, en Westphalie[34]. Il rentre en France avec son fils Albéric en 1797. Il meurt à Lille en 1815, à l'âge de 66 ans. Il épouse à Étricourt-Manancourt, après contrat passé à Cambrai le 18 juin 1776[29], Marie-Joseph-Jeanne-Gabrielle de Folleville, fille de Charles-François, marquis de Folleville, chevalier de Saint-Louis, maréchal de camp, et de Marie-Jeanne-Marguerite Le Gras de Maurepaire, vicomtesse d'Acy. Née en 1753, elle meurt à Lille en 1781[35].
- Clément-Marie-Gabriel Hespel (1777-1853), fils de Clément-Henri-François, écuyer, est seigneur de Coisnes et de Hocron. Il nait à Coisnes en 1777, est emmené en émigration à Tournai par son père en 1791, et poursuit ses études au collège de la ville. Avec son frère Albéric-Charles, en décembre 1792, il se rend en Picardie chez leur tante de Folleville, épouse du marquis frère de leur mère, alors parti en émigration. Elle héberge des émigrés et un prêtre insermenté malgré la Terreur. La marquise est arrêtée le 15 septembre 1793 en tant que femme d'émigré. Les deux frères échappent à l'arrestation et rejoignent leur père à Tournai, en traversant à grand risque les avant-postes français dans la région de Bouvines. En juin 1794, la famille est chassée de Belgique par l'avancée de l'armée française et se retrouve à Dusseldorf. Les deux frères s'engagent dans l'armée des émigrés dans la VIIe compagnie du IIe bataillon des chasseurs nobles le 8 août 1794. Clément a 16 ans. Les deux frères sont présentés le 10 août 1794 au prince Louis V Joseph de Bourbon-Condé, chef de l'armée des émigrés. Clément est malade à l'hôpital d'Oberndorf en juillet 1796[1]. Rentré en France en 1797, il devient capitaine de la garde nationale mobile, est fait prisonnier à Gorcum en 1814 (Siège de Gorinchem (1813-1814). En 1824, il voyage avec son frère pour revoir les lieux où ils ont combattu[1]. Il s'établit en Belgique à Saint-Niklaas (Saint-Nicolas (Flandre-Orientale), au pays de Waes), en 1812, est inscrit à la loge maçonnique du lieu. Il effectue seul ou avec son frère Albéric plusieurs voyages en Europe[36] : en 1820, ils sont à Rome où ils rencontrent le peintre Jean-Baptiste Wicar, protégé de leur petit cousin issu de germains, César-Auguste Hespel de Guermanez (notice ci-dessous dans les personnalités des Hespel de Guermanez)[37]. Il meurt à Saint-Nicolas en 1853, à 75 ans, sans héritier. Il épouse à Saint-Nicolas Marie-Emmanuelle Reynaerts, fille de Ferdinand-Philippe-Antoine-Jacques et de Marie-Catherine Van der Boonten, veuve de Frédéric-Augustin Scheeders. Née en 1765, elle meurt à Saint-Nicolas en 1848, à 83 ans[35]. Le couple est enterré au cimetière communal de Saint-Nicolas sous un monument funéraire portant les armes d'Hespel[38].
- Albéric-Charles-Henri Hespel (1778-1857), chevalier, fils de Clément-Henri-François, est seigneur d'Hocron après son frère Clément-Marie-Gabriel.. Né à Lille en 1778, reçu chevalier de minorité de l'Ordre de Malte le 8 février 1779, il est emmené en émigration à Tournai par son père, et poursuit ses études au collège de la ville. Il partage la sort de son frère Clément Marie-Gabriel jusqu'au 8 août 1794 (voir ci-dessus) date à laquelle les deux frères s'engagent dans l'armée des émigrés dans la VIIe compagnie du IIe bataillon des chasseurs nobles. Albéric a 15 ans. Les deux frères sont présentés le 10 août 1794 au prince Louis V Joseph de Bourbon-Condé, chef de l'armée des émigrés. Albéric va rencontrer le prince à différentes occasions pendant son engagement dans cette armée. Il entre dans les chevaliers de la couronne, le 25 juillet 1795 et participe à tous les combats livrés à l'armée révolutionnaire française, dont la bataille de Biberach (1796), comme son cousin Romain-Séraphin-Joseph-Marie d'Hespel. Il quitte l'armée des émigrés le 10 mars 1797. Au cours d'un voyage effectué avec son frère en 1824 pour revoir les lieux où ils avaient combattu, il prend des notes demeurées à l'état de manuscrit, semble-t-il non destinées à être publiées, et finalement parues en 1829 sous le nom de Souvenirs du chevalier Hespel d'Hocron, volontaire à l'armée de Condé (1794-1797)[1]. Il réalise plusieurs autres voyages, seul ou avec son frère : en 1820, ils sont à Rome où ils rencontrent le peintre Jean-Baptiste Wicar, protégé de leur petit cousin issu de germains, César-Auguste Hespel de Guermanez[37]. Albéric a fait construire l'ancienne église de Salomé[30],[39]. Il meurt à Lille, célibataire, en 1857 à 78 ans[35]. Avec Albéric s'éteint la branche d'Hocron. Ses biens sont partagés entre ses cousins Hespel de Guermanez et de Folleville, du nom de famille de sa mère, son notaire et son domestique. Il possédait une quinzaine de tableaux, quelques sculptures, gravures, gouaches, et des biens évoquant ses voyages à l'étranger. Sa bibliothèque est léguée à Adalbert d'Hespel[33] (voir sa notice ci-dessous).

### Branche Hespel de Flencques
La branche existe encore par les femmes au XXIe siècle.
- Anselme Hespel Ier (1639-1694), écuyer, fils de François Hespel II, est seigneur de Flencques sur Houplines. Né à Lille en 1639, licencié es lois, il devient bourgeois de Lille, greffier des États de Lille comme son père, rewart de Lille en 1684. Il meurt à Lille en 1694, est inhumé dans la chapelle Sainte-Anne de la Collégiale Saint-Pierre de Lille. Il épouse le 27 juillet 1664, après contrat du même jour[40], Marie Verdière, dame de Douxlieu, fille de Michel, receveur des États de Lille, et de Jossine du Chambge, née à Lille en 1643, morte en 1719, à Lille, à l'âge de 76 ans[41].
- Anselme Hespel III (1667-1733), fils d'Anselme Ier, nait  à Lille en 1667. Il devient chanoine de la cathédrale Notre-Dame de Tournai, meurt en 1733, est inhumé dans cette église[35].
- Marie-Joseph-Julie Hespel (1712-1785), fille de Joseph, écuyer, seigneur de Loos, Doulieu, bourgeois de Lille et de Marie-Madeleine-Joseph Bridoul, nait à Lille en 1712 et y meurt en 1785, à 72 ans. Elle devient à Lille la femme de Jean-François-Marie Aronio (1695-1774), chevalier, seigneur de Romblay, de Fontenelle, des Ruelles et de Verlannoy, fils de Jean-Baptiste, chevalier, seigneur des Escalus (sur Linselles) et d'Élisabeth-Balduine de Surmont. Né à Lille en 1695, le mari est nommé trésorier de France au bureau des finances de la généralité de Lille par patentes du 3 juillet 1721, puis devient bourgeois de Lille. Il meurt à Lille en 1774, à 78 ans[42].
- Séraphin-Joseph Hespel (1754-1823), écuyer, est seigneur de Flencques. Baptisé à Lille en 1754, fils de Michel-Séraphin (1726-1791) et de Marie-Antoinette-Thérèse de Fourmestraux (1724-1799), il devient capitaine des dragons au régiment de Condé et chevalier de Saint-Louis. Il participe le 24 mars 1789 à l'assemblée générale des trois ordres du ressort de la gouvernance de Lille en vue des États généraux de 1789[31]. Il meurt à Lille en 1823, à 68 ans, est enterré à Prémesques. Il épouse à Lille Angélique-Françoise-Josèphe Taverne, fille de Pierre-Albert-François, seigneur de Burgault (sur Seclin) et de Marie-Angélique-Joseph de Surmont. Née en 1772, l'épouse meurt à Lille en 1850, à l'âge de 78 ans[43].
- Félix Ier (Séraphin-Félix) d'Hespel de Flencques (1797-1845), écuyer, fils de Séraphin-Joseph, est le premier dénommé d'Hespel de Flencques. Né à Lille en 1797 (21 nivôse an V)), il devient capitaine de la garde nationale et il meurt à Lille en 1845, est enterré à Prémesques. Il prend pour femme à Béthune Adélaïde (Adélaïde-Philippe-Joseph) de Gennevières (1802-1863), fille de Philippe-Marc-Joseph et de Marie-Catherine-Hubertine-Adélaïde de Posson. L'épouse nait à Beuvry en 1802 et meurt à Lille en 1863. Entre 1829 et 1842, le couple habite Prémesques où il possède un château[43].
- Émilie-Jeanne Hespel (1805-1866), fille de Séraphin-Joseph, nait à Lille en 1805 (25 fructidor an XIII), devient chanoinesse du chapitre de Sainte-Anne de Bavière et meurt à Boulogne-sur-Mer en 1866.
- Félix II (Séraphin-Félix-Joseph) d'Hespel de Flencques (1831-1899), est le fils de Félix Ier. Il nait à Prémesques en 1831, meurt au château de Prémesques en 1899, à 68 ans, est inhumé à Prémesques. Il est maire de Prémesques de 1878 à 1884. Il épouse à Gand Esther-Victoire-Cécile-Constance, baronne de Vivario de Ramezée, née à Gand en 1843, fille d'Albert-Édouard-Joseph et de Caroline-Palmyre-Ghislaine de Maere. Ils habitent Gand puis Prémesques [43].
- Caroline-Adélaïde-Josèphe d'Hespel de Flencques (1832-1908), fille de Félix Ier, nait à Prémesques en 1832[44], et meurt en 1908 à Chéreng, à 75 ans. Elle épouse à Valenciennes Charles-Philippe-Antoine Le Hardy du Marais (1831-1901), fils de Denis-Joseph, écuyer, et de Charlotte-Hilaire-Josèphe de Raveneau. L'époux nait à Valenciennes en 1831, devient conseiller d'arrondissement, chevalier de l'ordre de Saint-Grégoire le Grand et décède à Chéreng en 1901, à 70 ans.
- Adolphine (Marie-Adolphine) d'Hespel de Flencques, (1834-1873), fille de Félix Ier, nait à Lille en 1834 et y meurt en 1873. Elle prend pour mari à Lille Ludovic (Ludovic-Stanislas-François) baron de Hauteclocque (famille de Hauteclocque) (1822-1904), fils de Stanislas-François-Joseph, officier, et de Rosalie-Gabrielle de Beugny d'Hagerue. L'époux nait à Arras en 1822, est maire de Royon, et meurt à Lille en 1904, à 81 ans[43].
- René (René-Henri-Séraphin) d'Hespel de Flencques (1840-1926), fils d'Antoine-Timoléon (1803-1882) et d'Emmanuelle-Marie-Henriette du Bosquiel de Bondues (1806-1876), nait à Lille en 1840, est maire de Bondues de 1881 à 1925, et meurt en 1926, à l'âge de 85 ans. Il érige en 1885 à Bondues un château qui va brûler en 1945[45]. Chevalier de l'ordre de Saint-Grégoire le Grand, il épouse Anne-Marie-Adélaïde de Melun, née à Esquermes en 1843, fille d'Anatole de Melun, vicomte de Melun (Maison de Melun), député, et de Marie-Aldegonde-Joseph Van der Cruisse de Waziers[43],[46]. Ils ont plusieurs enfants :portrait de la famille ici.
- Antoinette (Antoinette-Marie-Philomène-Eugénie) d'Hespel de Flencques (1864-1933), fille de Frédéric-Séraphin-Albert (1837-1892) et d'Eugénie-Michelle-Alix Imbert de la Phalecque, nait en 1864 et meurt en 1933 à Paris, à 69 ans, inhumée à Quiestède. Elle prend pour mari à Lewarde Albéric (Albéric-Louis) de Lencquesaing (1851-1936) (famille de Lencquesaing), fils de Louis-Dominique-Arthur et de Mélanie-Joseph-Marie Van der Cruisse de Waziers. Elle est âgée de 18 ans en 1882 et arrive au château de Laprée, résidence des Lencquesaing avec sa gouvernante allemande. Le mari nait en 1851 à Lille, obtient une licence en droit à Lille, devient maire de Quiestède, chevalier de la Légion d'honneur[47], et meurt en 1936 à Paris, à 85 ans[48].
- Félix-Charles Séraphin-Joseph d'Hespel de Flencques (1870-1947), fils de Félix II, nait à Gand en 1870, meurt à Divion en 1947, est inhumé à Prémesques le 9 avril. Il est maire de Prémesques de 1906 à décembre 1913. Avec son frère Pierre, il fonde la marque automobile DPSL, usine à Premesques (Nord)[49].
- Geneviève-Marie-Josèphe d'Hespel de Flencques, fille de René, nait en 1875. Elle entre en religion en tant que religieuse du Purgatoire (Auxiliatrices)[46].

- Pierre (Pierre-Joseph-Ghislain-Séraphin) d'Hespel de Flencques (1876-1920), fils de Félix II, nait à Prémesques en 1876 et meurt à Saint-André-lez-Lille en 1920, est inhumé à Prémesques le 2 décembre. Avec son frère Félix, il fonde la marque automobile DPSL (pour D'heSPeL), dont l'usine a son siège à Premesques et Pérenchies[49],[50]. En 1911, une voiture DPSL concourt à Ostende[51]. Pierre d'Hespel est condamné en 1914 à 3 mois de prison pour avoir tué un cycliste. Pendant la Première Guerre mondiale, il a été maréchal des logis, auto-mitrailleur, pilote aviateur, décoré de la Médaille militaire et de la Croix de guerre. Il meurt après une longue et pénible maladie contractée en captivité[52].

- Frédéric-René-Joseph Hespel de Flencques (1897-1915), fils d'Eugène-Marie-Séraphin-Victor et d'Isabelle-Marie-Madeleine Fouache d'Halloy, nait à Lewarde en 1897 et meurt le 27 juin 1915, à l'âge de 16 ans. Il a tenté de s'engager lors de la déclaration de guerre de 1914 le 12 avril 1915, rejoint un régiment de dragons, mais est réformé le 18 juin 1915 pour tuberculose pulmonaire et il meurt 9 jours plus tard[53].

### Branche Hespel d'Harponville
Le dernier représentant masculin meurt en 1913.
- Ferdinand (Ferdinand-François-Séraphin) Hespel III (1750-1836[35] ou 1815[2]), écuyer, est seigneur de Wledricq, Saint-Martin-sur-Cojeul, Harponville à partir de 1787. Fils de Clément-Séraphin-Marie Hespel, il nait à Lille en 1750. Il effectue une carrière militaire aux gardes wallonnes du roi d'Espagne entre 1767 et 1783, nommé lieutenant en 1779, chevalier de l'ordre d'Alcantara, retraité à Lille en avril 1783. Bourgeois de Lille, reçu aux États d'Artois le 2 novembre 1787, il achète le 9 juin 1787[54] le domaine, seigneurie et château d'Harponville[55]. Le 17 novembre 1788, date de la convocation à l'assemblée des États d'Artois prévue le 26 décembre 1788 en vue des États généraux de 1789, il habite à Saint-Martin-sur-Cojeul[10]. Il participe le 24 mars 1789 à l'assemblée générale des trois ordres du ressort de la gouvernance de Lille en vue des États généraux de 1789, en tant que seigneur de Ledouze et d'Harnouville[31],. ll demeure pendant un temps à Arras. Il meurt en 1836, à environ 85 ans. Il a pris pour femme à Arras Joseph-Françoise-Hélène-Rosalie de Marbais (1760-1815), fille de Philippe-François-Eugène, écuyer, seigneur de Verval, et de Marie-Anne-Françoise de Leval. Née à Gauchin-le-Gal en 1760, elle meurt à Amiens en 1815[35].
- Édouard-Isidore-René Hespel (1797-1814), fils de Ferdinand III, nait à Paris en 1797. Il entre dans l'armée encore jeune, exerce en tant que sous-officier au régiment des lanciers rouges de la garde impériale. Blessé lors de la bataille de la Rothière près de Brienne, en janvier 1814, il meurt des suites de ses blessures à Troyes le 6 juillet 1814[35].
- Wallerand-François-Eugène Hespel (1786-1862), fils de Ferdinand, écuyer puis comte d'Hespel, est seigneur d'Harponville. Il nait à Liévin en 1786, devient officier au service de l' Espagne, puis propriétaire, habite 81 rue de la Barre à Lille en 1846[17], et meurt à Wazemmes (Lille) en 1862, à 76 ans. Il épouse à Lille Marguerite (Ferdinande-Émeraude-Pétronille-Méliton-Marguerite) du Chastel de la Howarderie (1786-1854), (Famille du Chastel de la Howarderie), fille de Ferdinand-François, comte du Chastel, officier aux gardes wallonnes en Espagne, et de Catherine-Adélaïde-Gille Le Brun, baptisée à Lille en 1786, légitimée par un jugement du tribunal civil de Lille le 10 décembre 1804, morte à Lille en 1854, à 68 ans[35].

- Gustave (Wallerand-Ferdinand-Gustave-Eugène) comte d'Hespel d'Harponville (1813-1873), est le fils de Wallerand-François-Eugène. Il nait à Paris en 1813, devient officier au régiment des chevau-légers de l'empereur d'Autriche François Ier en 1833, puis capitaine d'état-major au service de Don Carlos d'Espagne (Charles de Bourbon), chevalier de l'ordre de Saint Ferdinand et meurt à Paris le 28 janvier 1873 (ou 1872). Il est probablement le Gustave d'Hespel d'Harponville, vicomte, auteur en 1850 du livre La reine des Antilles ou Situation actuelle de l'île de Cuba[56]. Il prend pour femme à Paris Gabrielle-Antoinette-Thécle Cortois de Charnailles (1815-1888), née à Paris en 1815, fille de Didier, vicomte de Charnailles (Charnailles est un hameau de Jambles), ancien officier d'infanterie, et d'Alexandrine-Rose-Zoé de Pierrepont[35]. L'épouse meurt en 1888 à 73 ans.

- Édouard (Ferdinand-Baudouin-Édouard) comte d'Hespel de Harponville (1844-1913), fils de Gustave, nait à Tournai en 1844. Il est engagé volontaire le 13 juin 1864, effectue sa carrière en commençant en tant que soldat, devient caporal, sergent, passe par l'école militaire spéciale et devient officier. Il participe à la guerre franco-allemande de 1870 du 19 août 1870 au 15 avril 1871. Blessé légèrement par un éclat d'obus le 1er septembre 1870, il est fait prisonnier le lendemain et reste en captivité jusqu'au 15 avril 1871. Il termine en tant que chef de bataillon commandant un régiment territorial d'infanterie en 1891. Il est décoré chevalier de la légion d'honneur le 30 décembre 1890 au titre du Ministère de la Guerre. Il meurt en 1913, à 68 ans, à Saint-Manvieu-Norrey. Il prend pour femme au château de Marceley, dans le Calvados (sans doute du Marcelet sur Saint-Manvieu-Norrey) Évelyne (Julie-Stylite-Évelyne) Lebas de Courmont (1856-1918), née audit château en  1856, y décédée en 1918, à l'âge de 62 ans, fille de Jules-Eugène et de Styliste-Ernestine Pontas du Méril[35],[57].
- Germaine (Marie-Dominique-Evelyne-Germaine) Hespel, comtesse d'Hespel d'Harponville (1879-1967), fille d'Édouard, nait au château de Marceley en 1879 et meurt en 1967, à Paris 16e , à l'âge de 88 ans, est inhumée à Lingeard. Elle épouse à Saint-Marvieu-Norrey (ou à Agy)  Augustin (Augustin-Paul-Marie-Joseph) prince de Broglie Revel (1864-1947) (Maison de Broglie), fils du prince Raymond-Amédée-Charles et de Marie-Louise de Vidart. Né en 1864, l'époux occupe la fonction d'officier de cavalerie[35] et meurt en 1947 à Lingeard, à l'âge de 82 ans.

### Branche Hespel de Givenchy
La branche d'hespel de Givenchy ne va avoir qu'une durée éphémère au XIXe siècle.
- Alban-Edmond Hespel de Givenchy (ou d'Hespel de Flencques de Givenchy) (1807-1889), comte d'Hespel, fils de Séraphin-Joseph Hespel, nait à Lille en 1807 et meurt à Lompret en 1889, à l'âge de 81 ans. Officier de cavalerie sous Charles X, il se marie à Saint-Omer avec Marie-Hectorine-Françoise Taffin de Brœucq (1824-1905) (il a 48 ans elle a 29 ans), fille de Joseph-François et de Charlotte-Désirée de la Forge. L'épouse nait à Saint-Omer en 1824 et décède à Lompret en 1905, à 80 ans[46]. À Lompret un monument funéraire au nom des Hespel se trouve à l'entrée du cimetière[58],[59].
- Marie-Charlotte-Françoise d'Hespel de Givenchy (1856-1922), fille d'Alban-Edmond, nait à Saint-Omer en 1856 et meurt à Acheux-en-Amiénois en 1922, à l'âge de 65 ans. Elle épouse à Lompret Pierre-Gustave-Raoul de Witasse (1854-1929), propriétaire, né à Acheux-en-Amiénois en 1854, fils de Gustave-Léon, maire d'Acheux-en-Amiénois à trois reprises (1852-1870, 1871-1881, 1884-1901) et de Marie-Alexandrine-Charlotte-Hélène de Guillebon (famille de Guillebon). L'époux va être conseiller général de la Somme et maire d'Acheux-en-Amiénois, après son père, de 1901 à 1929. Il meurt en 1929 à Acheux à l'âge de 74 ans.
- Jeanne (Jeanne-Marie-Françoise) d'Hespel de Givenchy (1862-1947), fille d'Alban-Edmond, nait à Lompret en 1862 et meurt en 1947  à Cambron, à l'âge de 85 ans. Elle se marie à Lompret avec Adrien-Marie Tillette de Clermont-Tonnerre (Maison de Clermont-Tonnerre), fils de Louis, baron de Tillette de Mautort, maire de Cambron, et de Noemi Boucher de Crèvecœur. L'époux nait à Cambron en 1856, devient ultérieurement maire de Cambron, et meurt à  en 1912, à l'âge de 55 ans[59].
- Paul-Marie-François-Séraphin comte d'Hespel de Givenchy, fils d'Alban-Edmond, nait à Lompret en 1864. Il prend pour femme à Manin Jeanne-Louise-Françoise de Richoufftz (Famille de Richoufftz de Manin), née à Ambrines en 1866, fille de Ludovic-Aimé-Victor, maire de Manin, conseilller général du Pas-de-Calais, chef de cabinet du Préfet du Pas-de-Calais, et de Lilia-Marie-Hermine de Coussemaker[59].
- Sabine (Marie-Joseph-Sabine) d'Hespel de Givenchy (1893-1979), fille d'Henri-François-Séraphin et de Marie-Caroline-Antoinette Pojol d'Acqueville, nait à Éperlecques en 1893 et meurt en 1979 à Saint-Valery-sur-Somme à l'âge de 85 ans. Elle épouse à Éperlecques Gaston (Marie-René-Gaston) de Colnet (1887-1918), fils de Charles, officier de cavalerie et de Thérèse de Witasse-Thezy. L'époux nait à Bernarpré (Bermesnil) en 1887, devient lieutenant de dragons et meurt le 13 mai 1918 à Godewaersvelde à l'âge de 31 ans, mort au combat, au service de la France, pendant la Première Guerre mondiale[60]. Veuve, elle se remarie en 1926 avec Adolphe-Gustave Vandesmet (1889-1974), filateur de jute, ingénieur ICAM (Institut catholique d'Arts et Métiers)[59].
- Alban (Alban-Marie-Joseph) d'Hespel de Givenchy (1899-1976), fils d'Henri-François-Séraphin et de Marie-Caroline-Antoinette Poujol d'Acqueville, nait à Éperlecques en 1889. Il effectue son service militaire en 1910. Rappelé lors de la mobilisation générale du 1er août 1914, il est affecté à un régiment de l'arme du train et reste sous les drapeaux pendant toute la durée de la Première Guerre mondiale . Nommé brigadier en février 1918, il part à l'armée d'Orient en septembre 1918. Démobilsé en 1919, il est admis dans la réserve et définitivement réformé le 28 août 1925 pour perte du rein droit à la suite d'une néphrectomie consécutive à suppuration. Il est condamné en 1930 à des versements d'amendes à la suite d'un délit de refus de s'arrêter et contraventions annexes. Aministié en 1931, il est de nouveau condamné à une amende pour blessures involonataires en 1936[53]. ll meurt en 1976 à Saint-Valéry-sur-Somme, à l'âge de 87 ans. Il prend pour femme Germaine Duriez (1899-1985), née à Craywick en 1899 et morte en 1985 à Valery-sur-Somme, à l'âge de 85 ans[59].

### Branche de Lestoquoy et Guermanez
Devenue branche aînée, elle continue d'exister au XXIe siècle.
- Ferdinand-Ignace Hespel (1690-1762), fils de Pierre-Clément et de Marguerite-Henriette Fruict, seigneur de Lestocquoy (sur Fournes-en-Weppes), nait à Lille en 1690. Il devient bourgeois de Lille, assure la fonction de receveur des Bapaumes, établissement pour enfants pauvres[61], et meurt à Lille en 1762 à 72 ans. L'inventaire après décès réalisé un mois après sa mort révèle l'importance de sa fortune ; possession d'une bibliothèque, de tableaux, tapisseries, monnaires d'or et d'argent, objets de plus ou moins grande valeur[33]. Il prend pour femme à Lille Marie-Élisabeth de Fourmestraux (1701-1780), fille de Pierre-François, écuyer, seigneur du Châtel, et de Marie-Anne Bave. L'épouse nait à Lille en 1701 et y meurt en 1780 à 78 ans[62],[63].
- César (César-Auguste-Joseph-Marie) Hespel (1726-1805), fils de Ferdinand-Ignace, écuyer, seigneur de Guermanez (sur Emmerin) et de Lestoquoy, est baptisé à Lille en 1726. Il devient bourgeois de Lille, conseiller pair des pays de Hainaut, échevin, rewart puis mayeur de Lille. César Hespel de Guermanez, aristocrate lillois est le « premier bienfaiteur » du peintre Jean-Baptiste Wicar[64] qu'il découvre à l'été 1772 alors que le peintre n'est encore qu'un enfant âgé de dix ans[65]. Le père de Wicar, ébéniste, intervient sur les meubles du château d'Haubourdin. César encourage le fils présent avec son père à suivre sa vocation en voyant ses prédispositions dans un dessin griffonné par lui, inspiré d'un des tableaux du château. Il le fait entrer à l'école de dessin de Lille, lui fournit une aide financière[66]. Il va garder une relation suivie avec le peintre. La famille va posséder pendant un temps au château d'Haubourdin plusieurs dessins de Wicar, dont au moins un portant une dédicace au bienfaiteur[67]. Cinquante ans plus tard, la famille Hespel est restée en contact avec l'artiste à qui des Hespel rendent visite à Rome[65]. César Hespel avait en tant que membre du magistrat de Lille jusqu'en 1779 participé à deux commissions liées à l'art[68]. Il participe le 24 mars 1789 à l'assemblée générale des trois ordres du ressort de la gouvernance de Lille en vue des États généraux de 1789[31]. Il reste dans la région pendant la Révolution. Contrairement à ses cousins, Hespel d'Hocron, il n'est pas inscrit sur la liste des émigrés. Il meurt en 1805, à Lille, à 79 ans. Il prend pour femme à Lille Marie-Josèphe-Charlotte Fruict, (probablement de la même famille que la grand-mère de César) baptisée à Lille en 1730, fille de Bon-François, écuyer, bourgeois de Lille, et de Marie-Anne Cardon[69].
- Romain-Séraphin (Romain-Séraphin-Joseph-Marie) d'Hespel (1762-1831), écuyer, seigneur de Guermanez, 1er comte d'Hespel de Guermanez, fils de César, nait en 1762. Gentilhomme de quatre générations de noblesse, il peut entrer, avec son frère Jean-Baptiste-Joseph, en tant que cadet-gentilhomme au régiment d'Auvergne, après avoir fait ses preuves de noblesse le 23 octobre 1783. Il y devient sous-lieutenant et y reste jusqu'en 1791[70]. Il participe le 24 mars 1789 à l'assemblée générale des trois ordres du ressort de la gouvernance de Lille en vue des États généraux de 1789[31]. Pendant la Révolution française, il émigre en décembre 1791 et fait partie de l'armée des émigrés commandée par Louis V Joseph de Bourbon-Condé qui combat la France révolutionnaire. Il participe à toutes les campagnes de cette armée de 1792 à 1801 en Allemagne et en Russie, dans l'escadron au nom de Condé et en tant que maréchal des logis chef au corps noble des chevaliers de la couronne. Il est blessé deux fois le 2 décembre 1793 et le 31 août 1796. Il participe à la bataille de Biberach (1796), comme son cousin Albéric-Charles-Henri Hespel. Fait chevalier de Saint-Louis en 1800 ou 1801, il rentre en France en 1803. Ses relations lui permettent d'être radié de la liste des émigrés : il est officiellement considéré comme ayant résidé à Amiens entre 1792 et 1797. Il voyage à Paris, Dunkerque, Anvers entre 1807 et 1813[33]. Fait chevalier de la Légion d'honneur en 1814 sous Louis XVIII, il est nommé chef d'état-major puis maréchal de camp inspecteur de la Garde nationale pour tout le département du Nord (la garde nationale est alors monarchiste). Le titre de comte lui est confirmé par ordonnance royale du 30 avril 1817 puis conféré héréditairement par lettres patentes du 14 août 1818. Le titre de maréchal de camp lui est attribué à titre honorifique en 1828, à l'occasion de la fête du roi Charles X. Il est maire d'Haubourdin de 1813 à 1830 et meurt à Haubourdin en 1831 à 69 ans. Il signait « S.d'Hespel »[9]. Il prend pour femme à Tournai Louise-Josèphe (ou Joséphine)-Angéline-Omèrine de la Croix (1768-1830), (elle est la belle-sœur de Romain-Séraphin, le frère de la mariée ayant épousé la sœur de Romain, Marie-Joseph Henriette en 1801). L'épouse est baptisée à Tournai en 1768 et meurt à Haubourdin (ou Hallennes-lez-Haubourdin) en 1830, à 67 ans[69],[71]. Avant 1829, comme de nombreux aristocrates de l'époque se piquant d'exercices artistiques en amateur, elle pratique le dessin[72].
- Jean-Baptiste-Joseph Hespel (1767-1840), fils de César, est baptisé à Lille en 1767. Reçu chevalier de l'Ordre de malte (Ordre de Saint-Jean de Jérusalem), il est dit chevalier dès 1785 et ses 18 ans, il reçoit un bref du grand-maître Ferdinand von Hompesch zu Bolheim. Gentilhomme de quatre générations de noblesse, il peut entrer, avec son frère Romain-Séraphin et comme lui, en tant que cadet-gentilhomme au régiment d'Auvergne. Il y devient sous-lieutenant et y reste jusqu'en 1791[70]. Il quitte la France de la Révolution française en décembre 1791, sert dans l'armée des émigrés, dans le corps des chevaliers de la couronne en 1792, 1793 et 1794. Il entre ensuite en tant qu'officier au régiment de Waldstein au service de l'Angleterre  en 1795 et y reste jusqu'au licenciement du corps en 1798. Fait chevalier de Saint-Louis, il meurt au château de Rameignie (Hainaut) en 1840. Il prend pour femme Félicité-Dorothée d'Arros, fille de Charles, comte d'Arros, et de Catherine Champion d'Auxhy[69],[2].
- Adalbert d'Hespel (1806-1858), (Adalbert-Charles-Louis-Auguste), 2e comte d'Hespel de Guermanez, fils de Romain-Séraphin, nait à Velaines (Celles), en Belgique[73] en 1806. Il devient propriétaire à Haubourdin, adjoint au maire, conseiller général du Nord, député en 1849. Il meurt à Haubourdin en 1858. Il épouse à Mérignies  Claire (Claire-Marie-Constance) de Tenremonde (1804-1881) (Famille de Tenremonde). Elle nait à Tournai en 1804, fille de François-Auguste-Ghislain de Tenremonde, chevalier, seigneur de Comproye, officier au régiment de Vintimille, et d'Amour-Désirée-Caroline-Joséphine-Albertine de Dion, vicomtesse de Dam, elle meurt à Lille en 1881, à l'âge de 77 ans[74],[69].
- Octave-Joseph d'Hespel[75] (1827-1885), fils d'Adalbert, 3e comte d'Hespel, membre du Jockey Club, (cercle aristocratique), maire de Wavrin, conseiller général, député, sénateur. Il nait à Haubourdin en 1827 et meurt au château de Wavrin en 1885. Il prend pour femme à Haubourdin en 1847 Céline-Marie Decroix, fille de Joseph-Marie, ancien officier aux Gardes wallonnes, au service de l'Espagne, et de Féliciana-Marie-Mamessa Urutia. L'épouse nait à Lille en 1829 et décède à Bruxelles.
- Edmond (Edmond-Charles-Louis) comte d'Hespel (1828-1902), fils d'Adalbert, nait à Haubourdin en 1828. Il occupe les fonctions de conseiller de préfecture dans le département de la Marne[73], secrétaire général de la Préfecture de Lille, conseiller général du Nord de 1848 à 1858, maire de la ville d'Haubourdin de 1864 à 1870, mandat pendant lequel il se montre défenseur de l'école privée. Il habite au château d'Haubourdin dont il a hérité[26] et y meurt e         n 1902, à 73 ans. Chevalier de l'Ordre de Saint-Grégoire le Grand, membre du conseil municipal et du conseil de fabrique en 1902, plusieurs obits (services religieux) sont célébrés par diverses confréries et autres organismes pieux lors de son décès. Il épouse au château de la Tombe (Kain près de Tournai), Louise-Josèphe des Enffans du Ponthois (1833-1900), fille de Philippe-Louis, écuyer, et de Clotilde-Ghislaine-Augustine Bonaert. Née à La Tombe en 1833, elle meurt à Haubourdin en 1900, à 67 ans[76]. Le caveau de la famille d'Hespel à Haubourdin était placé sous le chœur de l'église[77]. À l'occasion du décès de la comtesse, épouse d'Edmond, plusieurs obits ont été célébrés par diverses associations pieuses. Le jour des funérailles, des pains ont été distribués aux pauvres  de la paroisse[78].
- Marie-Claire-Charlotte d'Hespel (1836-1892), fille d'Adalbert, nait à Haubourdin en 1836 et meurt à Crécy dans l'Oise (Saint-Sulpice) en 1892. Elle épouse à Haubourdin en 1861 Gérard-Louis-Charles, comte de Cherisey (Famille de Cherisey), né à Paris en 1823, colonel d'infanterie, chevalier de la Légion d'honneur, fils de François-Victor, comte de Cherisey, membre du conseil général de l'Oise[40], et de Clara Cottin de Joncy.
- René (René-Octave-Roger) d'Hespel (1850-1929), fils d'Octave-Joseph, nait en 1850 à Haubourdin et devient officier de marine (lieutenant de vaisseau) le 20 mars 1880. En 1886, il est lieutenant de vaisseau et commandant de la canonnière fluviale Berthe-de-Villiers. À cette date, il sert en Indochine, et assure son commandement à HanoÏ. Il est fait chevalier de la Légion d'honneur par décret du 8 juillet 1887 du ministre de la Marine. Il commande alors en second sur Le Chasseur.. En 1905, il sert en tant que capitaine de frégate à Lorient et devient officier de la Légion d'honneur. Il meurt à Ploërmel (Morbihan) en 1929, à 78 ans[79].
- Marguerite (Jeanne-Marguerite-Marie-Claire) d'Hespel (1854-1927), fille de Fernand-Omer-Joseph-Maurice-Charles (1830-1893) et de Céline-Léopoldine-Marie Le Vaillant du Châtelet, nait à Tournai en 1854 et y meurt en 1927, à l'âge de 73 ans. Elle épouse au château de Mourcourt Armand Cossée de Maulde (Armand-François-Delphin) (1847-1909), fils d'Alfred-Isidore-Charles-Joseph, bourgmestre de Maulde et d'Hortense-Charlotte-Ghislaine Bonaert. Né à Maulde en 1847, Armand Cossée de Maulde, est en 1883, veuf d'Élodie-Marie-Romaine Ruyant de Cambronne. Vicomte, il devient bourgmestre de Maulde puis sénateur en Belgique, et meurt à Ixelles en 1909.
- Adalbert II (Adalbert-Philippe), comte d'Hespel (1857-1907), fils d'Edmond, nait à Tournai en 1857. Le 22 octobre 1877, il prend un engagement volontaire de 5 ans dans l'armée, passe par l'école spéciale militaire. À la sortie, il est affecté en tant que sous-lieutenant dans un régiment d'infanterie. Après 24 ans de service, il est fait chevalier de la légion d'honneur par décret du 17 septembre 1901, il sert alors en tant que capitaine au 43e régiment d'infanterie. Il meurt en 1907 à Kain, ayant atteint le grade de chef de bataillon. Il épouse à Long (Somme), avec autorisation ministérielle du 3 juillet 1886, Gabrielle (Gabrielle-Joseph-Marie) de Rouvroy, née à Paris en 1865, fille d'Octave-Marie-Jean-Baptiste, maire de Long, et de Marie-Robertine-Marguerite de Chabenat de Bonneuil, propriétaire, (même famille que la belle-mère de son frère Ludovic)[76],[80]. Elle meurt au château de la Tombe-Kain en 1922[81].
- Ludovic-François-Joseph comte d'Hespel[82] (1859-1910), fils d'Edmond, nait à Tournai en 1859 ou 1857. Il devient officier de marine, lieutenant de vaisseau de 2eclasse, est fait chevalier de la Légion d'honneur le 10 juillet 1891, après 14 ans de service sur les vaisseaux torpilleurs du port de Cherbourg. Entre 1897 et 1907, il est retrouvé à différents endroits : Toulon, Cherbourg, le Morbihan, où le suit son traitement de légion d'honneur, puis à Toulon en 1899. Capitaine de vaisseau, il meurt à Lorient en 1910. Il se marie à Nogent-lès-Montbard (Côte d'Or) avec Marie (Jeanne-Françoise-Marie) Guillet de Chatellus (1867-1941), fille de François-Joseph-Charles, comte de Chatellus, et d'Élisabeth de Chabenat de Bonneuil (Famille de Chabenat)[76],[83]. L'épouse nait en 1867 à Bombon et meurt en 1941, à environ 73 ans.
- Marie-Thérèse d'Hespel (1860-   ), fille d'Octave-Joseph, nait à Wavrin en 1860. Elle épouse à Paris en 1883 Léon-Albert Hyrvoix (1848-1932), fils de Louis-Alphonse Hyrvoix, haut fonctionnaire sous Napoléon III, commandeur de la Légion d'honneur, et de Marie-Léonie-Constance Berlier de Saint-Ange[76]. L'époux meurt  en 1931, à l'âge d'environ 82 ans.
- Maurice-Arthur-Octave d'Hespel (1861-   ), fils de Fernand-Omer-Joseph-Maurice-Charles, nait à Tournai en 1861. Il devient lieutenant de cavalerie dans l'armée belge, capitaine en second, aide-major au 2e régiment des guides du roi des Belges. En 1922, il est général comte, commandeur de l'Ordre de la Couronne, officier de la Légion d'Honneur[81]. Il épouse à Haubourdin en 1891, sa cousine germaine, Hélène-Louise d'Hespel (1863-1923), fille d'Edmond. Elle nait à Kain en 1863 et meurt au château de Bizencourt en 1923. Elle est enterrée à Mourcourt. Un train spécial venant depuis Tournai est prévu pour transporter les participants aux funérailles[84].
- Octave (Octave-Edmond-Marie-Joseph) d'Hespel (1876-1943), fils de Christian-Adalbert (1848-1890), 4e comte d'Hespel, et de Marie-Lydie-Élisa Lebon, 5e comte d'Hespel, nait à Fournes-en-Weppes en 1876, devient maire de Fournes en 1904 et le demeure jusqu'en 1935. Sous son magistrat, Fournes se développe et s'équipe : sont créées « une mairie, une école, une église, l’aménagement d’un nouveau bureau de poste avec le téléphone, l’installation de l’éclairage, la transformation des rues ainsi qu’une place dotée d’un kiosque[8] ». Grand propriétaire de la région lilloise, il est président de la fédération agricole du Nord, syndicat catholique d'agriculture organisé à l'échelon départemental, qu'il fonde en 1901[8]. À ce titre, il s'oppose à l'idée d'école ménagère ambulante de laiterie et refuse qu'elle ait lieu dans sa commune. En revanche, il participe à la création de deux coopératives spécialisées en 1932 : l'Union paysanne et l'Essor agricole  pour améliorer les approvisionnements et ventes des agriculteurs[85]. Le quotidien communiste du Nord  l'Enchaîné du Nord et du Pas-de-Calais lui attribue en 1935, la possession de l'ordre de mille hectares de terre[86]. Il meurt à Fournes-en-Weppes en 1943, à 66 ans. Il épouse à Paris en 1904 Jeanne (Anne-Marie-Jeanne) de Pechpeyrou Comminges de Guitaut (1882-1968) (Famille de Pechpeyrou-Comminges de Guitaut), fille d'Athanase-Charles-François, chevalier, marquis d'Époisses, capitaine commandant de cavalerie et de Louise Soult de Dalmatie (Famille Soult)[87]. L'épouse nait en 1882 à Varennes-Changy, et meurt  en 1968 à Vic-de-Chassenay. Elle est inhumée à Époisses.
- Marie-Louise-Eulalie-Joseph d'Hespel (1878-   ), fille de Christian-Adalbert, nait à Lille en 1878 et devient religieuse de l'Assomption.
- Hubert (Hubert-Edmond-Marie-Joseph) d'Hespel (1880-1968), fils de Christian-Adalbert, nait au château de Fournes-en-Weppes en 1880. Titulaire du baccalauréat, il combat lors de la Première Guerre mondiale dans l'arme du train puis dans un régiment d'artillerie. Venu en première ligne sur sa demande, il finit maréchal des logis[88], blessé de guerre en 1918, cité à l'ordre du régiment, décoré de la médaille de la victoire (Médaille interalliée 1914-1918)[88]. Sa conduite pendant le conflit lui vaut de recevoir la Croix de guerre et la Médaille militaire de volontaire au front. Il est ensuite retrouvé en Algérie française où il est maire ou conseiller municipal de Jemappes (Azzaba). Il y crée un domaine agricole où il emploie un grand nombre d'ouvriers, notamment indigènes qui ont pour lui, selon le préfet du département de Constantine, estime et sympathie. Il exerce également la présidence puis la présidence d'honneur de la section des familles nombreuses de Jemappes. Ces différentes actions pendant plus de vingt ans à partir de 1912 lui valent d'être nommé chevalier de la Légion d'honneur, par décret du ministre de l'Intérieur du 8 août 1935[89]. Celle-ci lui est remise par son oncle le général de division Sarton du Jonchay, grand-officier de la Légion d'honneur, (Famille Sarton du Jonchay). Il prend pour femme à Paris en 1903 Henriette de Sonis, fille d'Albert de Sonis, chef d'escadron de cavalerie au 3e régiment de chasseurs d'Afrique et de Mary de Juvisy-Montferrand. Il meurt à Neuilly-sur-Seine (Hauts de Seine) en 1968, à l'âge de 88 ans[87],[89].
- Hervé (Hervé-Wallerand-Charles-Ferdinand) d'Hespel (1888-1945), fils d'Olivier-Charles-Hubert et de Marie-Antoinette-Juliette le Hardy du Marais, sa cousine éloignée par sa mère, nait à Chéreng en 1868 et meurt à Tournai en 1945. Il épouse en 1939 Ghislaine Cossée de Maulde, fille d'Armand Cossée de Maulde, sénateur de Belgique et de Marguerite d'Hespel (la belle-mère de l'époux est également sa tante).
- Edmond-Ferdinand-Marie-Joseph d'Hespel (1892-1914), fils de Maurice-Arthur-Octave, nait à Kain en 1892. Il meurt au combat pendant la Première Guerre mondiale. Sous-lieutenant au 3e régiment de chasseurs à pied belge, chevalier de l'Ordre de Léopold, décoré de la Croix de Guerre, il est blessé à Duffel, dans le cadre de la défense d'Anvers le 5 octobre 1914. Il meurt à Folkestone le 1er novembre 1914, à l'âge de 22 ans. Son corps est ramené en Belgique en 1923[90].
- François (François-Jean-Edmond-Marie) d'Hespel (1893-1916), fils de Ludovic-François-Joseph, nait à Nogent-lès-Montbard en 1893. Il s'illustre pendant la Première Guerre mondiale. Étudiant à l'École spéciale militaire de Saint-Cyr au moment du conseil de révision en 1913, il obtient un sursis pour la poursuite de ses études. Il s'engage pour 8 ans le 10 août 1914 alors qu'il est étudiant à Polytechnique. Il devient sous-lieutenant au 12e régiment d'artillerie de campagne. Il montre à plusieurs occcasions la plus grande bravoure : blessé par une balle qui lui traverse le visage le 1er août 1915, il refuse d'être évacué aussi longtemps que son remplaçant n'est pas arrivé. À nouveau blessé le 10 mars 1916, il n'est pas évacué. En octobre 1916, il fait prendre 2 mitrailleuses gênant la progression française et fait prisonnier trois officiers allemands et 18 hommes. Il meurt au combat pendant la Première Guerre mondiale  le 28 octobre 1916 à Soyécourt[91]. Son attitude lui a valu plusieurs citations à l'ordre de l'armée : en août 1915, en septembre 1916, en novembre 1916. Il est tué avant de recevoir la Légion d'honneur pour laquelle il a été proposé[53].
- Charles (Charles-Marie-Louis) d'Hespel[92] (1894-1955), fils de Ludovic-François-Joseph, nait en 1894 à Nogent-lès-Montbard et devient étudiant à Polytechnique comme son frère François. Au conseil de révision de 1914, il est affecté en service auxiliaire en raison d'une ostéomyélite ancienne du tibia avec déformation. Il bénéficie d'un report d'incorporation pour continuer ses études. Il participe à la Première guerre mondiale en s'engageant pour 8 ans en septembre 1914 à la mairie de Brest. Affecté aux équipages de la flotte à Brest, en tant qu'élève à l'école navale, il est aspirant de marine le  1er avril 1916 et passe aux revues à Cherbourg[93]. En 1922, il est lieutenant de vaisseau, chevalier de la Légion d'Honneur et Croix de guerre[81]. Il meurt en 1955 à Beernem, âgé de 60 ans. Il épouse en premier lieu à Paris Marie-Henriette d'Aymar de Châteurenard (1896-1938), fille d'Aymar de Châteaurenard, capitaine de cuirassiers et de Marie-Bertande Béchet, puis il prend pour femme à Berneem Hélène (Hélène-Albine-louise-Marie-Joseph-Ghislaine) du Sart du Bouland (1913-1998), fille de Charles du Sart du Bouland, baron du Sart du Bouland et de Ghislaine Mulle de ter Schueren. Elle nait à Ixelles en 1913, et meurt à Berneem en 1998, à l'âge de 85 ans. Lors du mariage avec Charles d'hespel, elle est veuve d'Hubert Van Outyvr d'Ydewalle  (1909-1945)avocat.
- Pierre (Marie-Pierre-Alphonse-Clément-Ghislain) d'Hespel III (1894-1954), fils de Gaston-Marie-Olivier et de Marie-Louise-Joséphine-Désirée-Thérèse-Ghislaine de Penaranda de Franchimont, nait en 1894 à Tournai et meurt en 1954, à l'âge d'environ 59 ans. Il épouse à Bruxelles Hélène de Laveleye  (1896-1983) (Famille de Laveleye), fille de Paul de Laveleye, gouverneur de la Banque nationale de Belgique et de Valentine Mourlon. L'épouse nait en 1896 à Ixelles et meurt en 1983, à 86 ans.
- Élisabeth (Élisabeth-Philiberte-Marie) d'Hespel (1896-1986), fille de Ludovic-François-Joseph, nait en 1896 à Cherbourg-Octeville et meurt à Paris en 1986, à l'âge de 90 ans. Elle épouse à Versailles Robert de Saxcé (1894-1967), lieutenant, président-directeur-général de la Société industrielle des Bois de l'Est, fils de Joseph-Fernand, colonel d'artillerie, et de Jeanne Ploix. L'époux nait à Verdun en 1894 et meurt à Chambon-sur-Cisse en 1967, à l'âge de 72 ans.
- Paul-Marie-Ludovic d'Hespel (1897-1915), fils de Gaston-Marie-Olivier, nait à Saint-Josse-ten-Noode en 1897 Il est engagé volontaire pour la durée de la guerre le 11 septembre 1914 (il a 17 ans) à Lisieux. Affecté au 11e régiment de cuirassiers, il devient  brigadier le 18 mars 1915. Il meurt pour la France le 25 septembre 1915 (il a 18 ans) lors de l'offensive française de Champagne (Bataille de Champagne (1915), dans une tranchée en chargeant à la baïonnette. Il est inhumé dans la Marne[53],[94],[95].
- Béatrice (Anne-Marie-Béatrice d'Hespel (1907-1972), fille d'Hubert, nait en 1907 à Philippeville et meurt en 1972 à Neuilly-sur-Seine, à 65 ans. Elle épouse à Paris en 1926 Augustin (Augustin-Gabriel-Henri-Marie-Anne) de Rougé (1902-1986), fils d'Armand de Rougé, maire des Essarts, conseiller général de Vendée, et d'Eugénie Ferron de la Ferronays (Famille Ferron de la Ferronays). L'époux nait en 1902 aux Essarts, devient agriculteur, et meurt en 1986 à Bournezeau[87].
- Wallerand (Wallerand-Marie-Joseph) d'Hespel (1911-1939), fils d'Octave, nait à Fournes-en-Weppes en 1911[96]. Il est sous-lieutenant de réserve de l'armée de l'air à la 2e escadre aérienne en 1939. Après avoir effectué 450 heures de vol dans l'aviation de renseignements, il vient volontairement  dans l'aviation de chasse. Il trouve la mort en service aérien commandé le 29 mars 1939 à Étampes et reçoit la Légion d'honneur à titre posthume par décret du 7 juin 1939. Il est cité à l'ordre de l'armée de l'air le 4 mai 1939[96]. Il épouse à Paris en 1938 Bertranne de La Bourdonnaye-Blossac(1919-2002) (Famille de La Bourdonnaye), fille d'Alphonse de La Bourdonnaye-Blossac, officier d'infanterie, et d'Élisabeth de La Panouse (Famille de Lapanouse). L'épouse nait en 1919, devient docteur en médecine, ophtalmologiste des hôpitaux, et meurt après un remariage en 1945 en 2002 à Paris.
- Mercédès (Mercédès-Emmanuelle-Octavie) d'Hespel (1918-1997), fille d'Octave nait en 1918 à Bard-les-Époisses et meurt en 1997 à 79 ans. Elle épouse en 1938 à Fournes-en-Weppes Charles (Charles-Joseph-Henri) d'Adhémar de Cransac (Famille d'Adhémar) (1907-1978), fils de Guillaume d'Adhémar de Cransac, contre-amiral, commandeur de la Légion d'honneur, et de Guadalupe Azemar. Né en 1907 à Brest, l'époux devient enseigne de vaisseau et meurt en 1978 à Lavalette, à 71 ans.
- Anne d'Hespel (1927-2008), fille de Charles, nait en 1927 et meurt en 2008 à 80 ans, enterrée à Yzures-sur-Creuse. Elle se marie avec Jean de la Poëze d'Harambure (1920-2011), fils de Raoul de la Poëze d'Harambure et de Sonia Vaglian. Il nait à Paris 16e en 1920 et meurt en 2011, à lâge de 90 ans, portant plusieurs distinctions : chevalier de la Légion d'honneur, médaille militaire, Croix de guerre 1939-1945, chevalier de l'Ordre du Ouissam alaouite.

## Postérité
Plusieurs d'Hespel continuent de représenter la famille au XXIe siècle :
- Philippe d'Hespel (1907-1982), fils d'Octave Hespel maire de Fournes-en-Weppes de 1904 à 1935, comte d'Hespel, né à Fournes-en-Weppes, mort à Paris, dont postérité, notamment un fils Wallerand (1957-2012), décédé à Versailles en 2012, inhumé à Charcé-Saint-Ellier-sur Aubance, comte d'Hespel après son père, lui-même ayant eu postérité.
- Charles d'Hespel (1894-1955), dont postérité[4].
- Frédéric d'Hespel (1902-1980), dont postérité[4].
- En 2019, un comte Roger d'Hespel meurt dans le Pas-de-Calais, à l'âge de 89 ans. Une Jacqueline d'Hespel de la même famille décède en 2020. Les faire-part de décès montrent les liens de parenté entre les deux personnes et la perpétuation de la famille[97],[98].

Les Hespel possédaient à Lille un hôtel, vendu en 1893, devenu le siège de la Banque de France,.
À Haubourdin, une rue dite Clos du comte d'Hespel et une résidence d'Hespel perpétuent la mémoire de l'ancien maire.
À Salomé, la chapelle funéraire des d'Hespel témoigne de leur présence sur cette commune.
La ville de Bondues a créé une rue René d'Hespel.
Une école de Fournes-en-Weppes porte le nom de Clos d'Hespel. Sur le même village a été mis en place le complexe d'Hespel (infrastructure sports et loisirs regroupant plusieurs salles d'activités sportives)
La famille d'Hespel possède un tombeau (stèle funéraire) à Amiens.
Sur la commune d'Houplines se trouve également une rue d'Hespel.

## Châteaux et demeures construits ou habités
Liste non exhaustive 
- Château de la Vallée, sur Wavrin[107].
- Château de Coisnes sur Salomé construit par le comte d'Hespel au XVIIIe siècle[30].
- Château d'Hollebecque sur Marquette-lez-Lille[108].
- Château d'Hespel de Flencques de Prémesques[109].
- Château d'Hocron à Fournes-en-Weppes[110].
- Hôtel des Scherer de Scherbourg à Lille .
- Château de Lewarde.
- Château de La Phalecque à Lompret[58].
- Château d'Haubourdin[111].
- Château d'Habarcq[59].
- Château de la Tombe à Kain[80].
- Château de Mourcourt.
- Château de la Prévôté à Sirault[112].
- Château de Laprée, à Quiestède, propriété de la famille de Lencquesaing, alliée des Hespel de Flencques.
- Château d'Hespel à Bondues.
- Château du comte d'Hespel à Tourcoing[113].
- Château de Saint-Étienne au Mont

## Non reliés
- Roger d'Hespel, capitaine de frégate, chevalier de la Légion d'honneur, en 1902, officier en 1922[114]. Peut-être est-il la même personne que René (René-Octave-Roger) d'Hespel (1850-1929), cité ci-dessus , même si les dates ne correspondent pas tout à fait.
- Comte Joseph d'Hespel (1875-1917), meurt au combat pendant la Première Guerre mondiale en 1917 en tant qu'aviateur. Officier de cavalerie, il a demandé à participer au service actif. Il participe à la guerre avec son propre avion. Il meurt à la bataille de Poelcapelle d'octobre 1917[115].